# Медаль ВМС та Корпусу морської піхоти (США)
Меда́ль ВМС та Корпусу морської піхоти (США) (англ. Navy and Marine Corps Medal) — американська військова нагорода у військово-морських силах та Корпусі морської піхоти США.